# ジャスト・フレンズ 笠井紀美子コンサート
『ジャスト・フレンズ 笠井紀美子コンサート』（ジャスト・フレンズ かさいきみこコンサート、Just Friends Kimiko Kasai Concert は、笠井紀美子が大野雄二トリオの伴奏で行った、1970年の銀座ヤマハホールにおける公演を収録したライブ・アルバム。笠井は、これ以前の1967年に、世良譲トリオ・イントロデューシング・笠井紀美子名義でEP『ザ・モダン・プレイング・メイト』が出ていたが、本作がソロ・デビュー・アルバムとされている。1970年にロンドン・レコードからLPが発表され、その後2012年にキングレコードからCDで再発となった。

## 収録曲
1. ゼア・ウィル・ネバー・ビー・アナザー・ユー - There Will Never Be Another You
2. サニー - Sunny
3. 君にそっくり - Exactly Like You
4. ジャスト・イン・タイム - Just in Time
5. ワイルド・イズ・ザ・ウィンド - Wild Is the Wind
6. 恋はフェニックス - By the Time I Get to Phoenix
7. ビウィッチド - Bewitched
8. ゲット・アウト・オブ・タウン - Get Out of Town
9. グッド・ライフ - Good Life
10. ジャスト・フレンズ - Just Friends

## パーソネル
- 笠井紀美子 - ボーカル
- 大野雄二 - ピアノ
- 水橋孝 - ベース
- 小原哲次郎 - ドラムス